# Antonio de Torres
Antonio de Torres (? - Gran Canària, 14 de juny de 1504) fou un mariner i comerciant espanyol.
Probablement descendent de jueus conversos, va acompanyar a Cristòfor Colom en el seu segon viatge a Amèrica, com a capità de la nau Marigalant, i home de confiança de l'almirall. Diversos dels navilis que participen en l'expedició eren seus, entre ells la nau Capitana, que bé podia tenir unes dues-centes tones, i va ser nomenada Santa Maria, com la seva predecessora.
Colom el va nomenar alcalde de La Isabela, posteriorment confirmat pels Reis Catòlics. A principis de 1494 torna a Espanya al comandament de 12 navilis, amb noves sobre les terres descobertes i un memorial amb peticions de Colom referents bastiments per a la colonització de les terres descobertes. Va tornar a la Isabela l'octubre del mateix any portant una part del sol·licitat per Colom.
En 1500 Antonio de Torres és nomenat veedor en les parts de Barbaria, va ser enviat a les ordres d'Alonso Fernández de Lugo a una campanya al Cap Bojador, per sotmetre aquestes terres als Reis, com tributàries, i més tard nomenat governador de les Illes Canàries.

## Origen
Malgrat els documents oficials que ens el fan natural de Sevilla, el pare Casaus ens diu que Torres era germà de la institutriu del príncep Joan. Es tracta de la Joana de Torres, filla del Batlle de València Diego de Torres i de Margarida d'Agramunt a qui Colom va adreçar una de les seves cartes el novembre de l'any 1500. Per tant, Antonio formaria part d'aquesta important família valenciana.